# Dicronorrhina derbyana
Dicronorrhina derbyana är en skalbaggsart som beskrevs av John Obadiah Westwood 1843. Dicronorrhina derbyana ingår i släktet Dicronorrhina och familjen Cetoniidae.

## Underarter
Arten delas in i följande underarter:
- D. d. lettowvorbecki
- D. d. carnifex
- D. d. conradsi
- D. d. oberthueri

## Bildgalleri

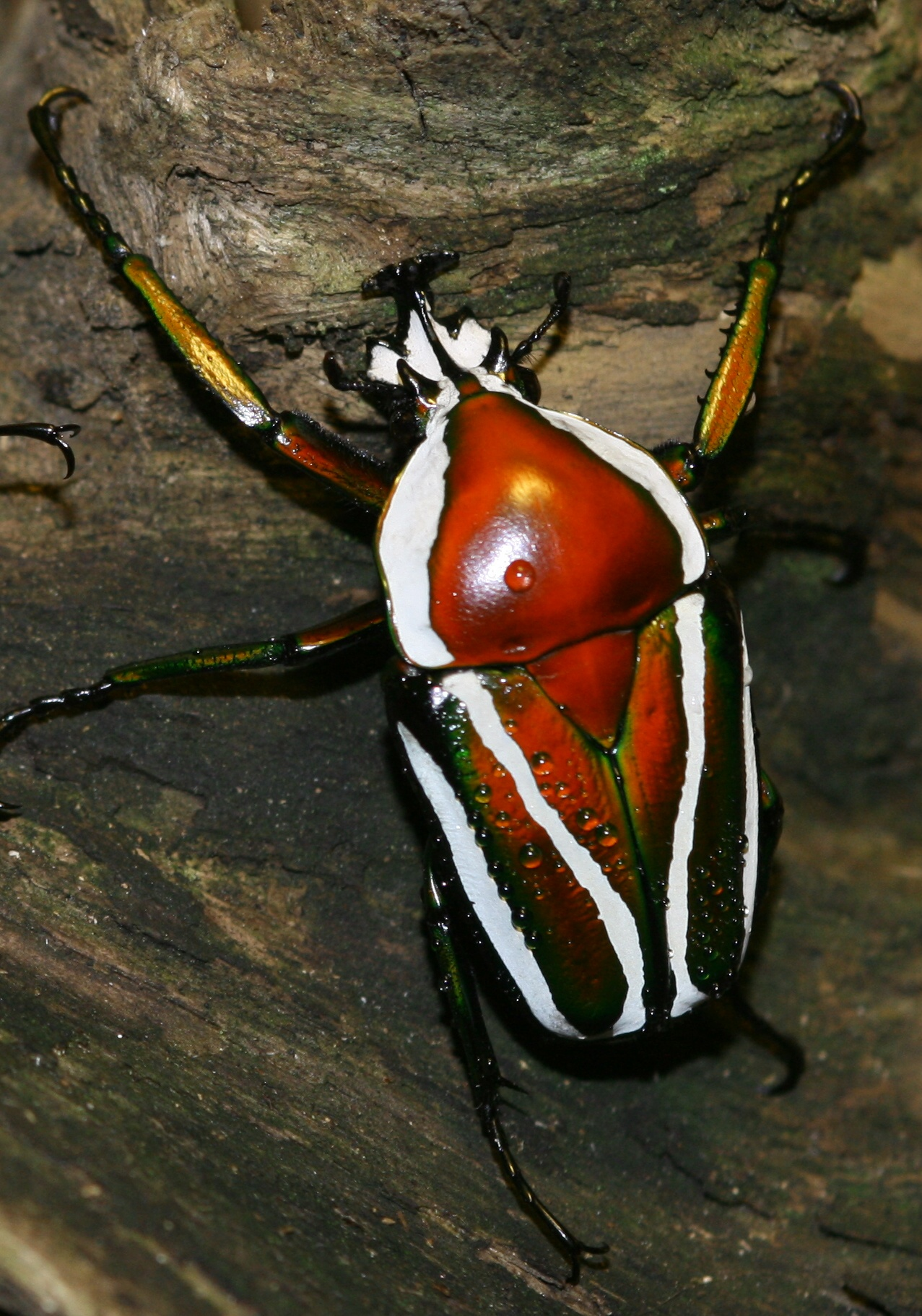
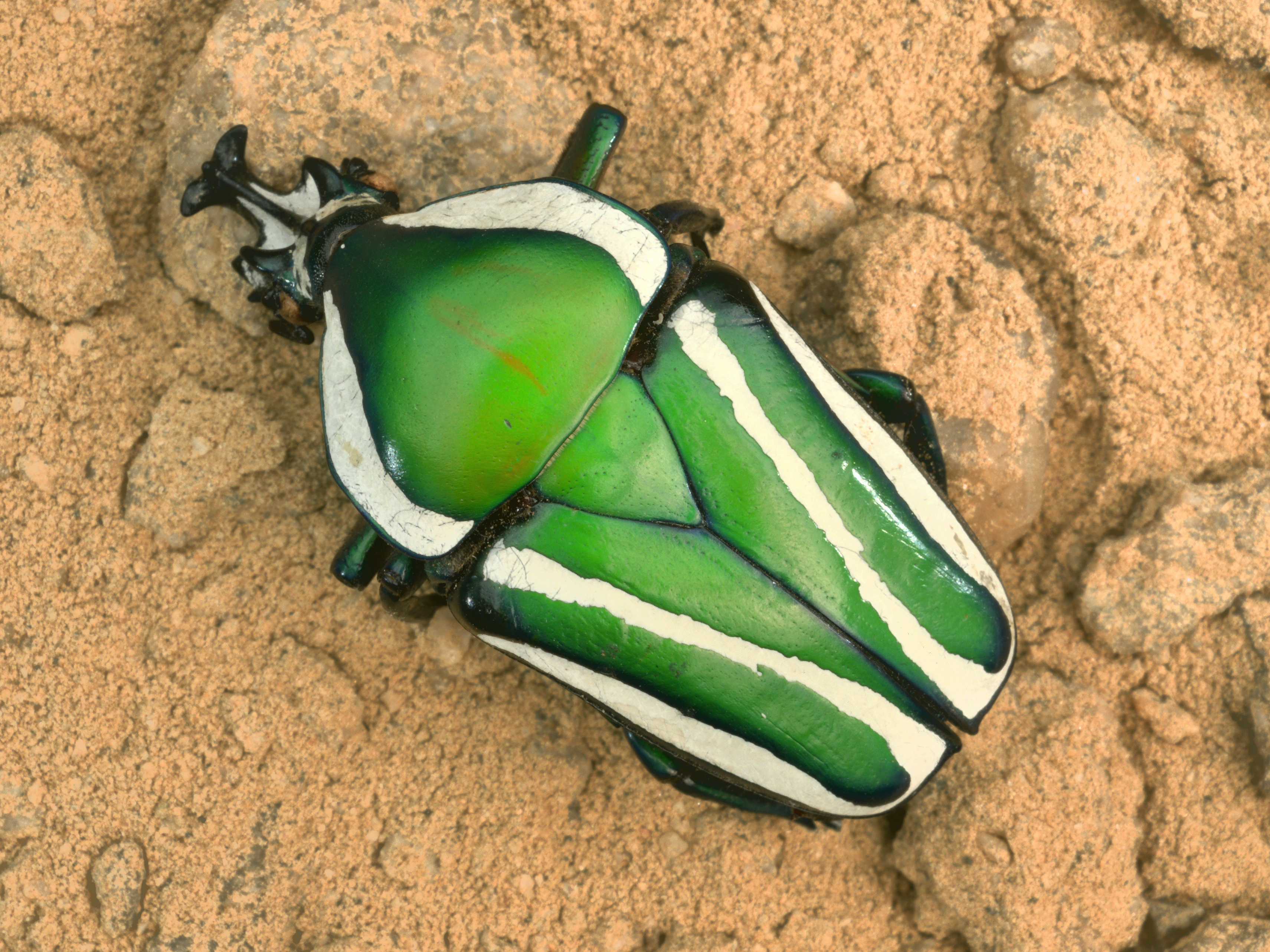
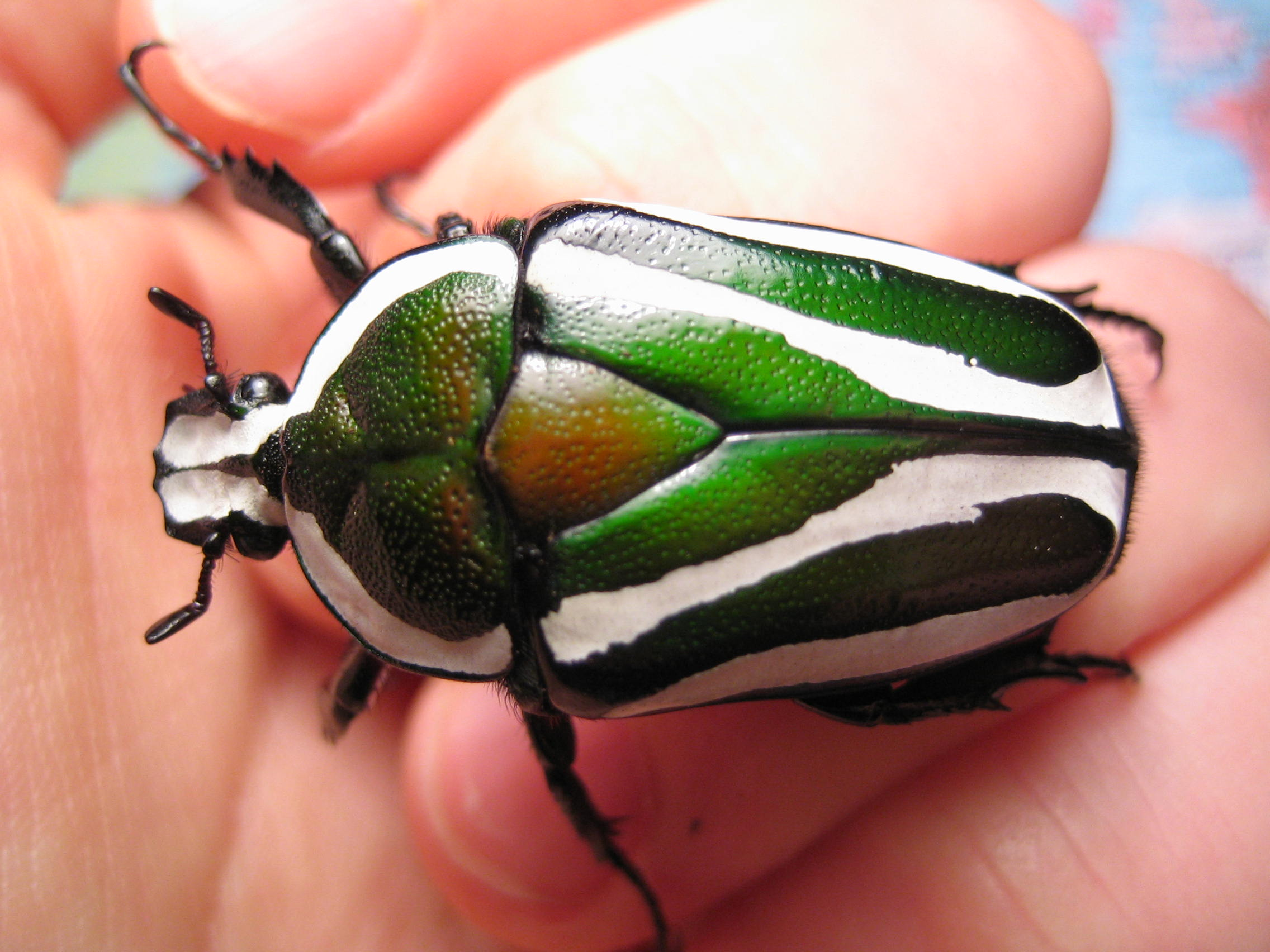
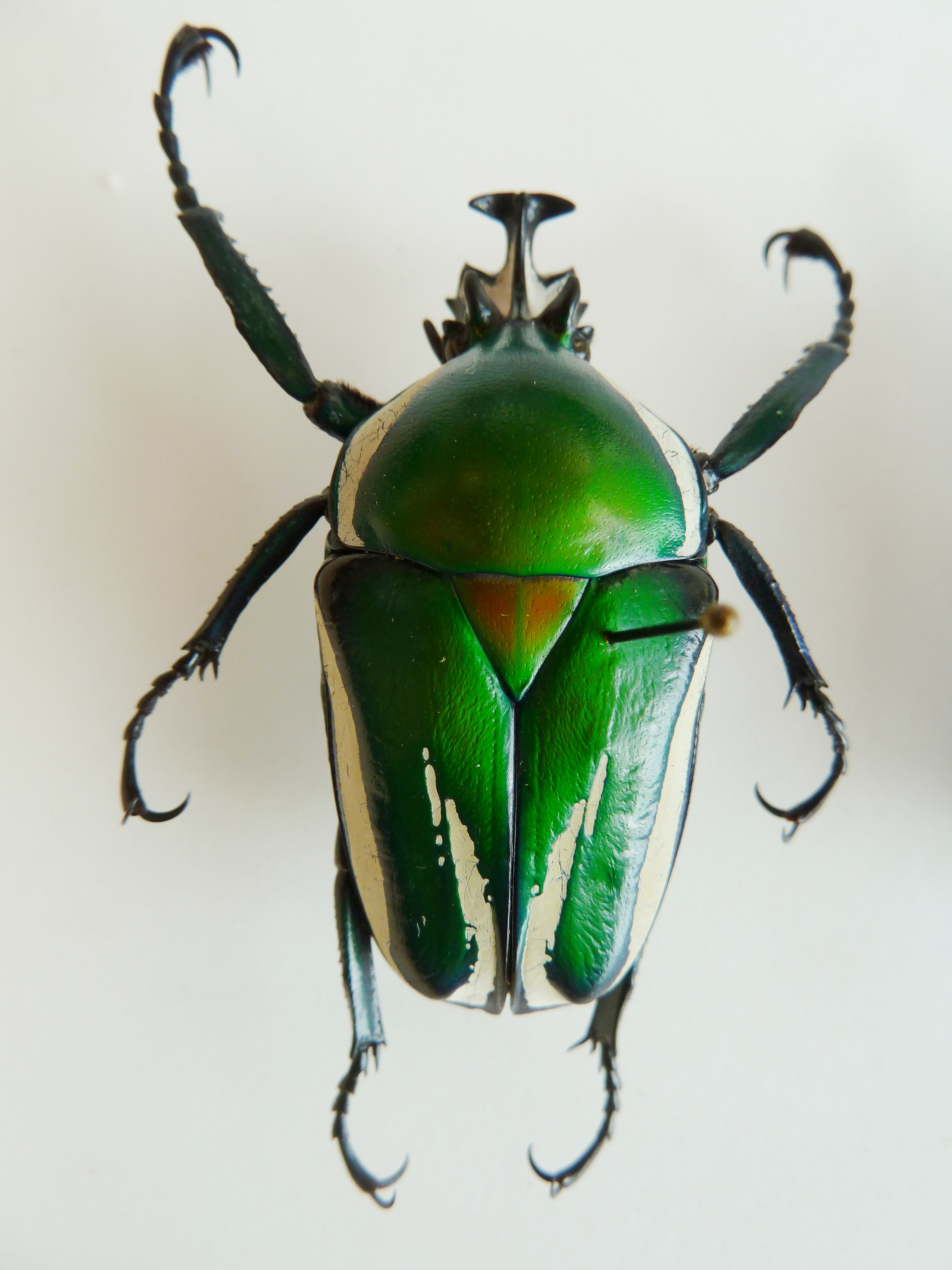
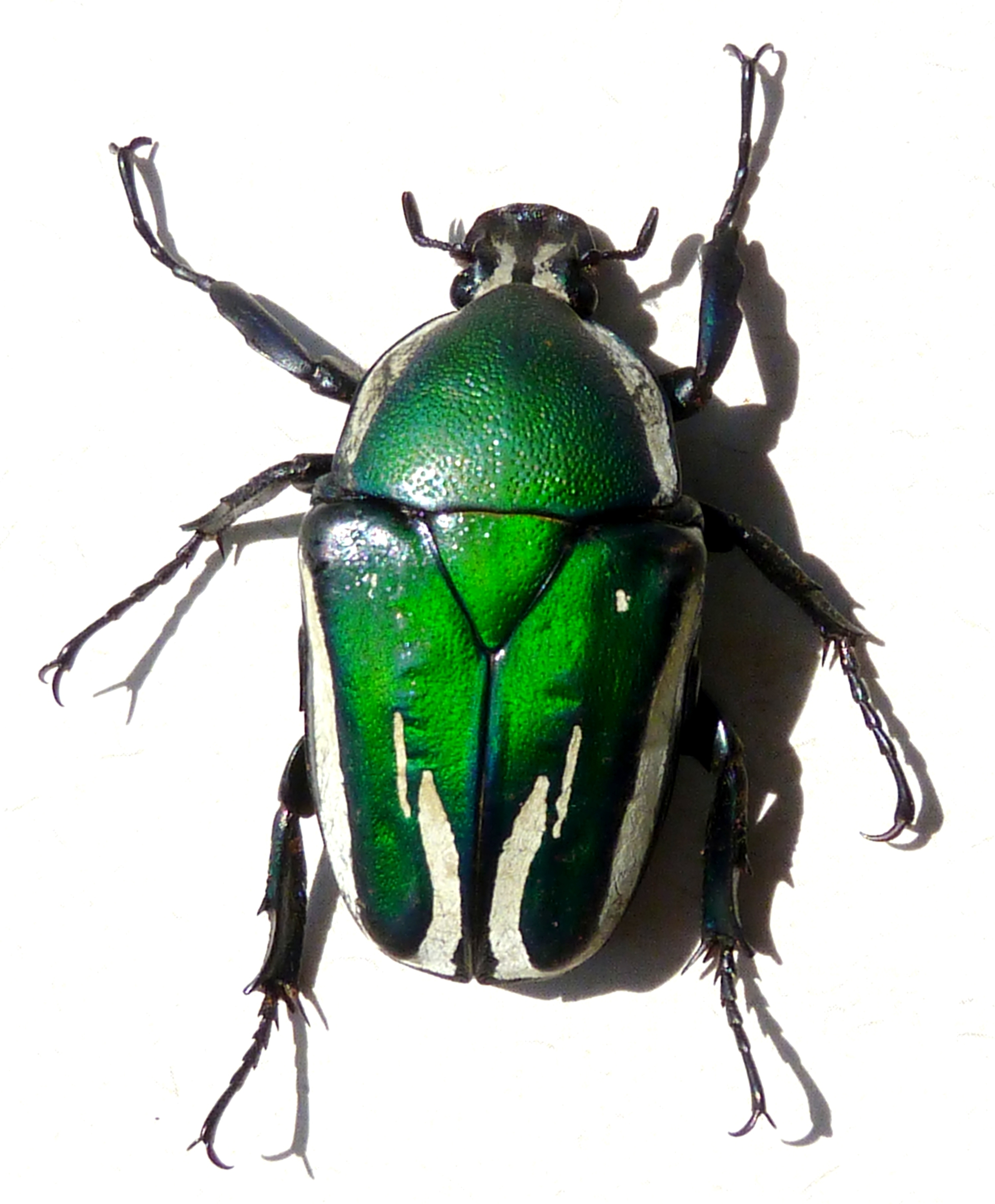